# 1965 w muzyce
Wydarzenia muzyczne w 1965 roku.

## Wydarzenia
- 11 lutego – ślub Ringo Starra z liverpoolską fryzjerką Maureen Cox
- 6 maja – Keith Richards i Mick Jagger zaczynają pisać „Satisfaction” w swoim hotelowym pokoju w Clearwater na Florydzie
- 7 maja – Pierwsze nagrania radiowe zespołu Czerwone Gitary[1]
- 27 sierpnia – The Beatles odwiedzają Elvisa Presleya w jego domu w Bel-Air. Było to ich pierwsze i jedyne spotkanie
- Zaczynają muzyczną karierę: The Grateful Dead, The Byrds, Captain Beefheart and His Magic Band, Jefferson Airplane, Burt Bacharach, Marc Bolan, Mireille Mathieu, Pink Floyd, Scorpions
- W Polsce założono zespoły: Czerwone Gitary, Hagaw, Polanie, Skaldowie, Szwagry
- Paul & Paula, rozpadają się
- Początek komercyjnej sprzedaży kaset magnetofonowych

## Urodzili się
- 1 stycznia – Robert Lubera, polski gitarzysta, wokalista, kompozytor i autor tekstów
- 2 stycznia – Dominique Leurquin, francuski kompozytor, wokalista i instrumentalista, muzyk zespołu metalowego Rhapsody of Fire
- 6 stycznia – Małgorzata Panek-Kiszczak, polska kompozytorka, wykładowca akademicki
- 8 stycznia – Jacek Gałuszka, polski kompozytor muzyki scenicznej oraz liturgicznej
- 9 stycznia – Marcin Grochowalski, polski perkusista rockowy
- 11 stycznia
  - Edyta Bartosiewicz, polska piosenkarka rockowa, kompozytorka i autorka tekstów
  - Tomasz Olejnik, polski wokalista i autor tekstów, muzyk grupy Proletaryat
- 14 stycznia – Andrew Manze, brytyjski skrzypek barokowy
- 15 stycznia – Derek B, właśc. Derek Bowland, brytyjski raper (zm. 2009)
- 16 stycznia – Jacek Lang, polski multiinstrumentalista, kompozytor, autor tekstów, leader One Million Bulgarians
- 17 stycznia
  - Bogusz Rutkiewicz, polski gitarzysta i basista
  - Małgorzata Pruszyńska, polska piosenkarka, założycielka zespołu De Su (zm. 2025)
- 20 stycznia – Gregory Kriesel, amerykański basista, współzałożyciel zespołu The Offspring
- 21 stycznia – Jam Master Jay, amerykański didżej, producent muzyczny (zm. 2002)
- 22 stycznia – Steven Adler, amerykański muzyk rockowy, pierwszy perkusista Guns N’ Roses
- 23 stycznia – Louie Clemente, amerykański perkusista rockowy
- 24 stycznia – Margaret Urlich, nowozelandzka piosenkarka (zm. 2022)
- 26 stycznia – Dariusz Kordek, polski aktor teatralny, musicalowy, filmowy i telewizyjny, piosenkarz
- 31 stycznia
  - Oksana Hożaj, ukraińska piosenkarka (zm. 2013)
  - Piotr Iwicki, polski muzyk; perkusista, pianista, kompozytor, producent nagrań, dziennikarz
- 1 lutego – Bożena Harasimowicz, polska śpiewaczka (sopran)
- 3 lutego – Nick Hawkins, gitarzysta zespołu Big Audio Dynamite (zm. 2005)
- 7 lutego – Marta Wierzbieniec, polska muzyk i dyrygent, profesor sztuk muzycznych
- 15 lutego – Dirk Schlächter, niemiecki basista metalowy
- 18 lutego – Dr. Dre, właśc. Andre Romelle Young, amerykański muzyk, producent muzyki rap
- 2 marca – Krzysztof Jabłoński, polski pianista oraz kameralista, profesor nadzwyczajny doktor habilitowany, pedagog
- 5 marca – Piotr Banach, polski muzyk, kompozytor i producent
- 10 marca
  - Deezer D, amerykański aktor, raper i orator motywacyjny (zm. 2021)
  - Pepsi Tate, basista zespołu Tigertailz (zm. 2007)
- 12 marca – Jacek Regulski, polski gitarzysta zespołu Kat (zm. 1999)
- 13 marca – Mirosław Kowalik, polski muzyk, basista zespołu Raz, Dwa, Trzy
- 14 marca – Billy Sherwood, amerykański muzyk, kompozytor, producent muzyczny oraz inżynier dźwięku
- 20 marca – Tomasz Kożuchowski, polski perkusista rockowy
- 26 marca
  - Trey Azagthoth, amerykański muzyk, kompozytor i instrumentalista, wirtuoz gitary elektrycznej
  - Maciej Pawłowski, polski kompozytor, dyrygent, aranżer, producent muzyczny i pedagog
- 28 marca – Michał Zieliński, teoretyk muzyki, kompozytor, aranżer i wokalista, kierownik artystyczny zespołu muzyki dawnej Collegium Vocale Bydgoszcz (zm. 2024)
- 31 marca
  - Roland Orlik, polski skrzypek i pedagog
  - Piotr Żyżelewicz, polski perkusista rockowy (zm. 2011)
- 1 kwietnia – Barbara Sikorska, polska piosenkarka pop
- 7 kwietnia – Sylvain Luc, francuski gitarzysta jazzowy (zm. 2024)
- 10 kwietnia – Omar Sosa, kubański kompozytor i pianista jazzowy
- 15 kwietnia – Linda Perry, amerykańska piosenkarka, kompozytorka, autorka tekstów i producentka
- 19 kwietnia – Natalie Dessay, francuska śpiewaczka (sopran liryczno-koloraturowy)
- 20 kwietnia – April March, właśc. Elinor Blake, amerykańska piosenkarka i autorka tekstów
- 22 kwietnia – David Vincent, amerykański wokalista i basista metalowy
- 29 kwietnia – Peter Rauhofer, austriacki DJ (zm. 2013)
- 3 maja – László Bódi, węgierski wokalista, kompozytor, autor tekstów, współzałożyciel grupy Republic (zm. 2013)
- 8 maja – David Watkin, angielski wiolonczelista, dyrygent, muzykolog i pedagog (zm. 2025)
- 9 maja – Will Sanders, holenderski waltornista
- 13 maja – Lari White, amerykańska piosenkarka country, aktorka (zm. 2018)
- 16 maja – Krist Novoselic, amerykański muzyk rockowy, basista zespołu Nirvana
- 17 maja
  - Simone Kermes, niemiecka śpiewaczka operowa (sopran dramatyczno-koloraturowy)
  - Trent Reznor, amerykański multiinstrumentalista, wokalista, założyciel Nine Inch Nails
- 24 maja – Jens Becker, niemiecki basista heavymetalowy, muzyk zespołów Grave Digger, Running Wild, X-Wild
- 2 czerwca – Sławomir Mizerkiewicz, polski gitarzysta rockowy
- 3 czerwca – Junior Reid, jamajski muzyk i producent muzyczny wykonujący reggae i dancehall
- 6 czerwca – Nourma Yunita, indonezyjska piosenkarka
- 7 czerwca – Robert Janson, polski kompozytor, piosenkarz, gitarzysta, lider zespołu Varius Manx
- 8 czerwca – Rob Pilatus, niemiecki model, tancerz i piosenkarz, członek duetu Milli Vanilli (zm. 1998)
- 14 czerwca – Mike Scaccia, amerykański muzyk rockowy, gitarzysta grup: Ministry, Rigor Mortis, Revolting Cocks (zm. 2012)
- 16 czerwca – Jurij Chanon, rosyjski kompozytor i pianista
- 17 czerwca – David Longdon, brytyjski multiinstrumentalista i wokalista; muzyk progresywno-rockowego zespołu Big Big Train (zm. 2021)
- 20 czerwca – Johnny P., amerykański piosenkarz (zm. 2016)
- 28 czerwca – John Medeski, amerykański pianista i kompozytor jazzowy
- 29 czerwca – Zeebee, właśc. Eva Engel, austriacka piosenkarka i kompozytorka
- 30 czerwca – Tomasz Wojnar, polski wokalista, gitarzysta punkrockowy, autor tekstów piosenek; lider zespołu Defekt Muzgó (zm. 2018)
- 2 lipca – Adam Czerwiński, polski perkusista jazzowy
- 5 lipca – Małgorzata Walewska, polska śpiewaczka (mezzosopran)
- 6 lipca – Beata Bednarz, polska piosenkarka, muzyk sesyjny
- 7 lipca – Dariusz Grudzień, polski gitarzysta basowy
- 9 lipca – Frank Bello, amerykański muzyk rockowy, gitarzysta basowy
- 18 lipca – Weselina Kacarowa, bułgarska śpiewaczka (mezzosopran)
- 19 lipca
  - Evelyn Glennie, szkocka perkusjonistka
  - Martín Palmeri, argentyński kompozytor, dyrygent, pianista
- 21 lipca – Janusz Marynowski, polski kontrabasista, dyrektor Orkiestry Sinfonia Varsovia
- 23 lipca – Slash, właśc. Saul Hudson, brytyjski gitarzysta rockowy, znany z gry w zespole Guns N’ Roses
- 26 lipca – Jim Lindberg, amerykański piosenkarz, wokalista i twórca tekstów punkrockowego zespołu Pennywise
- 28 lipca – Rafał Kwaśniewski, polski gitarzysta rockowy, wokalista i autor piosenek
- 2 sierpnia – Dian HP, właśc. Dian Hadipranowo, indonezyjska kompozytorka i aranżerka muzyczna
- 4 sierpnia – Terri Lyne Carrington, amerykańska wokalistka, kompozytor i perkusista
- 6 sierpnia – Yuki Kajiura, japońska kompozytorka i producent
- 9 sierpnia – Happy Rhodes, amerykańska wokalistka rockowa, kompozytor
- 10 sierpnia – Toumani Diabaté, malijski muzyk, wirtuoz kory (zm. 2024)
- 14 sierpnia – Monika Borys, polska tancerka, piosenkarka i aktorka
- 15 sierpnia – Johan Botha, południowoafrykański śpiewak operowy (tenor) (zm. 2016)
- 19 sierpnia – Bernard Maseli, polski muzyk, wibrafonista, kompozytor, pedagog, realizator nagrań
- 22 sierpnia – Krzysztof Najman, polski muzyk rockowy, kompozytor i basista m.in. Closterkeller
- 23 sierpnia – Tomasz Kamiński, polski skrzypek bluesowy i jazzowy
- 24 sierpnia – Blanka Šrůmová, czeska piosenkarka
- 25 sierpnia – Mia Zapata, amerykańska wokalistka, autorka tekstów, członkini zespołu The Gits (zm. 1993)
- 28 sierpnia – Shania Twain, kanadyjska piosenkarka i autorka piosenek
- 3 września – Piotr Baron, polski dyrygent, kompozytor, nauczyciel akademicki dr hab. (zm. 2020)
- 5 września – Majra Muchamiedkyzy, chińska i kazachska śpiewaczka operowa (sopran)
- 7 września – Angela Gheorghiu, rumuńska śpiewaczka operowa (sopran)
- 11 września – Moby, amerykański wokalista, muzyk, kompozytor, multiinstrumentalista oraz producent muzyczny
- 13 września – Zak Starkey, angielski perkusista rockowy, syn Ringo Starra
- 18 września – Piotr Warszewski, polski gitarzysta basowy, członek zespołów Rejestracja, Bikini i Atrakcyjny Kazimierz (zm. 2023)
- 21 września – Markus Grosskopf, niemiecki basista metalowy, członek grupy Helloween
- 28 września – Ginger Fish, właśc. Kenneth Robert Wilson, amerykański perkusista, muzyk zespołu Marilyn Manson
- 30 września – Claudia Barainsky, niemiecka śpiewaczka operowa (sopran)
- 6 października – Mateusz Pospieszalski, polski kompozytor, aranżer, saksofonista, flecista, klarnecista, klawiszowiec i wokalista; muzyk Voo Voo
- 8 października – C.J. Ramone, właśc. Christopher Joseph Ward, amerykański basista punkrockowy, muzyk zespołu Ramones
- 11 października – Alexander Hacke, niemiecki muzyk, wokalista, gitarzysta i basista
- 15 października – Imaniar, właśc. Imaniar Noorsaid, indonezyjska piosenkarka
- 18 października – Curtis Stigers, amerykański wokalista jazzowy, saksofonista, gitarzysta oraz autor tekstów
- 19 października – Frankie Paul, jamajski piosenkarz reggae (zm. 2017)
- 22 października – Piotr Wiwczarek, polski wokalista, gitarzysta i kompozytor
- 4 listopada
  - Jeff Scott Soto, amerykański wokalista rockowy
  - Wayne Static, amerykański gitarzysta, kompozytor, wokalista i autor tekstów; członek zespołu Static-X (zm. 2014)
- 8 listopada – Jędrzej Kodymowski, polski wokalista, muzyk, kompozytor i instrumentalista
- 9 listopada – Krzysztof Kusiel-Moroz, polski dyrygent, kompozytor, pedagog i animator kultury
- 11 listopada – Stefan Schwarzmann, niemiecki perkusista heavymetalowy
- 19 listopada – Krzysztof Banasik, polski multiinstrumentalista i kompozytor (Armia, Kult)
- 20 listopada – Yoshiki, właśc. Yoshiki Hayashi, japoński muzyk, zasłynął jako założyciel i lider zespołu X Japan
- 21 listopada – Björk, właśc. Björk Guðmundsdóttir, islandzka piosenkarka, autorka tekstów, kompozytorka
- 22 listopada – Geoff Nuttall, amerykański skrzypek (zm. 2022)
- 6 grudnia – Lidia Jazgar, polska wokalistka, współzałożycielka i menedżerka zespołu Galicja
- 12 grudnia
  - Russell Batiste Jr., amerykański perkusista R&B, funky, blues (zm. 2023)
  - Tytus Wojnowicz, polski muzyk, oboista
- 13 grudnia – Christoph Brüx, niemiecki muzyk, kompozytor, producent muzyczny, rzeźbiarz i malarz
- 29 grudnia – Dexter Holland, amerykański wokalista i gitarzysta, muzyk The Offspring
- 30 grudnia
  - Walentina Legkostupowa, rosyjska piosenkarka, nauczycielka i producentka muzyczna (zm. 2020)
  - Tomasz Strahl, polski wiolonczelista

Data dzienna nieznana
- Mariusz Janiak, polski perkusista, członek zespołu Sedes (zm. 2025)

## Zmarli
- 20 stycznia – Alan Freed, amerykański disc jockey, dziennikarz radiowy (ur. 1921)
- 29 stycznia – Michał Spisak, polski kompozytor (ur. 1914)
- 15 lutego – Nat King Cole, amerykański pianista jazzowy i piosenkarz (ur. 1919)
- 2 marca – Ján Valašťan Dolinský, słowacki kompozytor, nauczyciel, dziennikarz, esperantysta i zbieracz ludowych pieśni (ur. 1892)
- 8 marca – Tadd Dameron, amerykański pianista, aranżer i kompozytor jazzowy (ur. 1917)
- 10 marca – Beatrice Harrison, brytyjska wiolonczelistka (ur. 1892)
- 13 marca – Fan Noli, albański polityk, prawosławny biskup, działacz niepodległościowy, tłumacz, dziennikarz, kompozytor (ur. 1882)
- 14 marca – Stanko Premrl, słoweński duchowny, kompozytor oraz pedagog muzyczny (ur. 1880)
- 1 czerwca – Manfredi Polverosi, włoski śpiewak operowy (tenor) (ur. 1882)
- 7 czerwca – Erik Chisholm, szkocki kompozytor, dyrygent i krytyk muzyczny (ur. 1904)
- 11 czerwca – Jan Gawlas, polski kompozytor, pedagog i organista (ur. 1901)
- 18 czerwca – George Melachrino, brytyjski kompozytor i dyrygent (ur. 1909)
- 17 lipca – Eugène Bigot, francuski dyrygent i kompozytor (ur. 1888)
- 18 sierpnia – Jerzy Harald, polski kompozytor, pianista, skrzypek, autor muzyki filmowej, teatralnej i radiowej (ur. 1916)
- 4 września – Albert Schweitzer, niemiecki teolog luterański, filozof, organista, muzykolog, lekarz (ur. 1875)
- 9 września – Julián Carrillo, meksykański kompozytor, skrzypek i dyrygent (ur. 1875)
- 10 września – Grigorij Rimski-Korsakow, rosyjski kompozytor, teoretyk muzyki i akustyk (ur. 1901)
- 16 września – An Ik-tae, koreański kompozytor muzyki poważnej (ur. 1906)
- 16 października – Maria Modrakowska, polska śpiewaczka (sopran) (ur. 1896)
- 25 października – Hans Knappertsbusch, niemiecki dyrygent (ur. 1888)
- 30 października – Paul Grümmer, niemiecki wiolonczelista i gambista (ur. 1878)
- 6 listopada
  - Edgar Varèse, amerykański kompozytor francuskiego pochodzenia (ur. 1883)
  - Clarence Williams, amerykański muzyk jazzowy, pianista, kompozytor, wokalista, producent i wydawca muzyczny (ur. 1898)
- 25 listopada – Myra Hess, angielska pianistka (ur. 1890)
- 10 grudnia – Henry Cowell, amerykański kompozytor, teoretyk muzyki, pianista, pedagog, wydawca i impresario (ur. 1897)
- 16 grudnia – Tito Schipa, włoski śpiewak operowy (tenore di grazia) (ur. 1888)
- 21 grudnia – Claude Champagne, kanadyjski kompozytor i pedagog pochodzenia irlandzko-francuskiego (ur. 1891)
- 29 grudnia – Kōsaku Yamada, japoński kompozytor i dyrygent (ur. 1886)

## Albumy

### polskie
- Tańczące Eurydyki – Anna German
- Jeszcze sen (EP) – Czesław Niemen
- Andrzej Trzaskowski Quintet – Andrzej Trzaskowski

### zagraniczne
- Bells – Albert Ayler
- New York Eye and Ear Control – Albert Ayler
- Spirits Rejoice – Albert Ayler
- Farewell Angelina – Joan Baez
- The Beach Boys Today! – The Beach Boys
- Help! – The Beatles
- Rubber Soul – The Beatles
- Mr. Tambourine Man – The Byrds
- Turn! Turn! Turn! – The Byrds
- The Scene Changes – Perry Como
- What's Bin Did and What's Bin Hid – Donovan
- Catch the Wind – Donovan
- Fairytale – Donovan
- Bringing It All Back Home – Bob Dylan
- Highway 61 Revisited – Bob Dylan
- The Sound of ’65 – Graham Bond Organisation
- There’s a Bond Between Us – Graham Bond Organisation
- Maiden Voyage – Herbie Hancock
- The Kink Kontroversy – The Kinks
- Orbisongs – Roy Orbison
- There is only One Roy Orbison – Roy Orbison
- Otis Blue – Otis Redding
- Going to a Go-Go – Smokey Robinson and the Miracles
- December's Children (And Everybody's) – The Rolling Stones
- Out of Our Heads – The Rolling Stones
- The Rolling Stones, Now! – The Rolling Stones
- The Paul Simon Song Book – Paul Simon
- My Generation – The Who
- For Your Love – The Yardbirds
- Having a Rave Up – The Yardbirds
- Bing Crosby Sings the Great Country Hits – Bing Crosby
- That Travelin’ Two-Beat – Bing Crosby i Rosemary Clooney
- Dean Martin Hits Again – Dean Martin
- (Remember Me) I’m the One Who Loves You – Dean Martin
- Houston – Dean Martin
- The Lush Years – Dean Martin
- Best Always – Ricky Nelson
- Love and Kisses – Ricky Nelson

## Muzyka poważna

### Kompozycje
- Lukas Foss – The Fragments of Archilochos
- Julian Gembalski – Dwie toccaty[2]
- Wojciech Kilar – Springfield Sonnet

### Wydarzenia
- VII Międzynarodowy Konkurs Pianistyczny im. Fryderyka Chopina

## Film muzyczny
- Frankie i Johnny – (Elvis Presley)
- Girl Happy – (Elvis Presley)
- Harum Scarum (albo Harem Holiday) – (Elvis Presley)
- Połaskotaj mnie – (Elvis Presley)
- Help! – (The Beatles)
- The Sound of Music (Dźwięki muzyki) (adaptacja musicalu)

## Nagrody
- Konkurs Piosenki Eurowizji 1965
  - „Poupée de cire, poupée de son”, France Gall